# Marvell Software Solutions Israel
Marvell Software Solutions Israel, conocida como RADLAN Computer Communications Limited antes de 2007, es una subsidiaria de propiedad total de Marvell Technology Group, que se especializa en tecnología de redes de área local (LAN).

## Historia
La empresa se fundó en 1998 como una escisión de RND, fundada por los hermanos Yehuda y Zohar Zisapel. RND también fue producto de una empresa derivada del Grupo RAD de los hermanos Zisapel. Finalmente, RND se dividió en dos empresas; Radware y RADLAN. En febrero de 2003, el diseñador de circuitos integrados, Marvell Technology Group, cerró el trato para adquirir RADLAN Computer Communications por 49,7 millones de dólares estadounidenses en efectivo y acciones.
Marvell, con sede en California, Estados Unidos, dijo que incorporaría sus circuitos integrados de señal mixta con los controladores, interfaces y módulos de software de infraestructura de red de RADLAN para crear productos mejorados de comunicaciones de red, como enrutadores. Actualmente, la línea de productos de Marvell incluye canales de lectura que convierten datos analógicos de un disco magnético, en datos digitales para computación, preamplificadores, transceptores y controladores de conmutador Ethernet. En mayo de 2007, Radlan pasó a llamarse oficialmente Marvell Software Solutions Israel (MSSI), para completar la integración en Marvell.
La empresa está ubicada en el parque tecnológico de Ezorim, ubicado en Petaj Tikva. El judío Yuval Cohen reemplazó a Jacob Zankel como director ejecutivo a finales de 2006.

## Tecnología
La tecnología principal de RADLAN es un sistema de red integrado abierto y portátil, Radlan proporciona un software central enrutado por IP junto con una aplicación de software de gestión, en un entorno de desarrollo y con herramientas de prueba personalizables. Las líneas de productos de RADLAN se dividen en tres áreas de desarrollo e investigación; conmutación inteligente de intranet; motores aceleradores de intranet y servicios de red inteligentes.